# Fuga de Pretoria
«Fuga de Pretoria» es un largometraje australiano de 2020, del género drama histórico y suspenso, dirigido por Francis Annan y que retrata la fuga de tres presos políticos contra el apartheid, en la Sudáfrica racista de 1979.
La historia se basa en el libro autobiográfico de 2003: Inside Out de Tim Jenkin, quien se escapó de la prisión de Pretoria junto a Stephen Lee y Alex Moumbaris; donde cumplían reclusión por su activismo.

## Trama

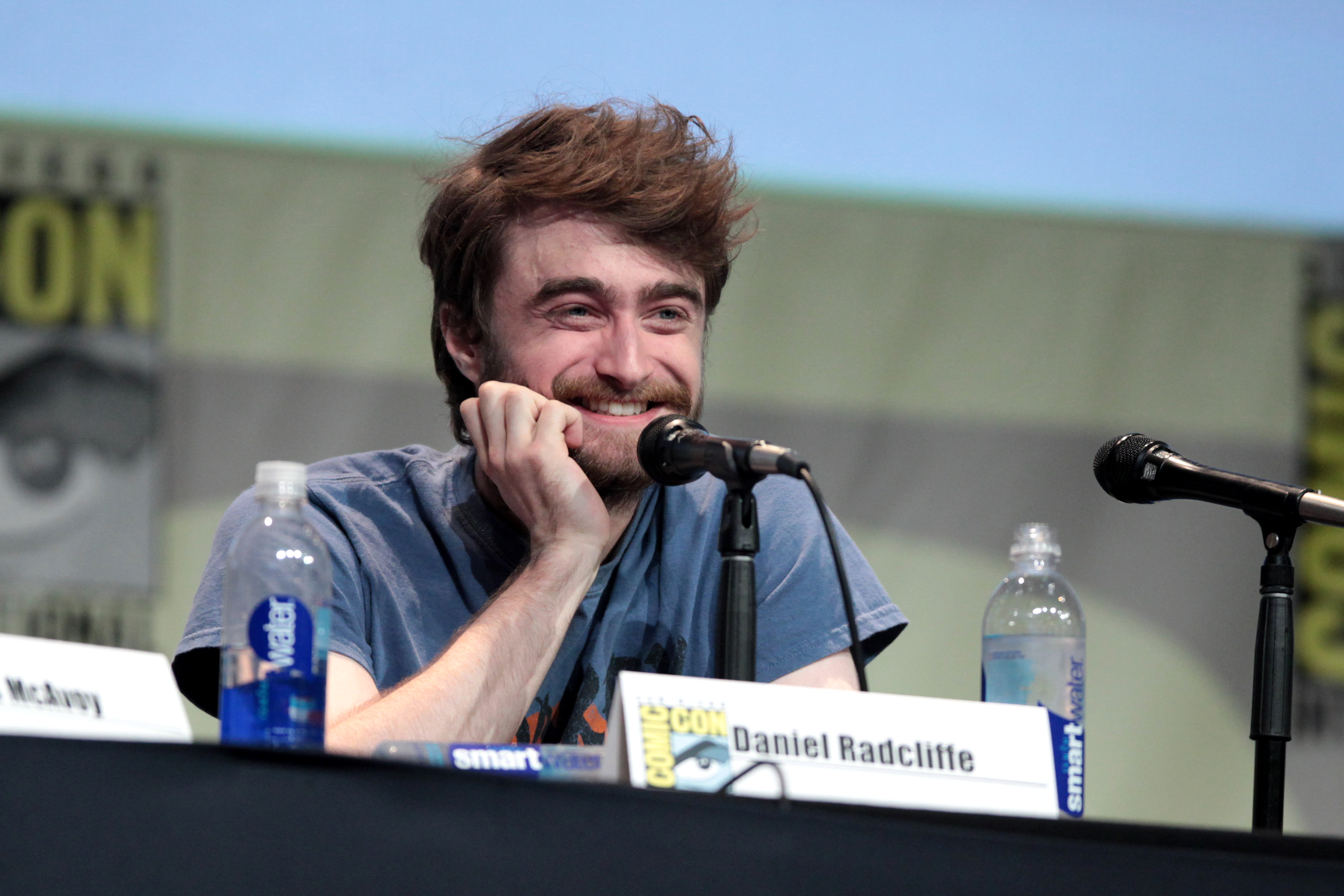
Daniel Radcliffe es el protagonista principal.

En 1979 Jenkin y Lee son dos afrikáner afiliados al prohibido Congreso Nacional Africano, que llevan a cabo misiones contra el apartheid y son detenidos. Son juzgados y condenados a reclusión; ocho y doce años, por haber «traicionado a su raza».
En la prisión de Pretoria conocen al más adulto Denis Goldberg y a Moumbaris, ambos presos políticos condenados a cadena perpetua por sus trabajos contra el apartheid. El primero se niega a escapar y les advierte que la prisión es impenetrable, mientras que el segundo accede.
La película termina revelando que los activistas llegaron a Londres, Reino Unido, por Mozambique y desde Tanzania; donde continuaron luchando contra el apartheid.

## Reparto
- Daniel Radcliffe como Tim Jenkin, el protagonista principal.
- Mark Leonard Winter como Alex Moumbaris, el nombre del personaje fue cambiado a Leonard Fontaine.
- Daniel Webber como Stephen Lee.
- Ian Hart es el preso adulto Denis Goldberg.
- Nathan Page es Mongo.
- Grant Piro es el capitán Schnepel, un guardiacárcel.
- Adam Ovadia es Van Zadelhoff.
- Adam Tuominen es Jeremy Cronin.

## Producción
Se filmó en la ciudad australiana de Adelaida, en la provincia de Australia Meridional, en marzo de 2019 y para las escenas de la prisión se usó un estudio cinematográfico.
La película, una coproducción entre Australia y el Reino Unido, fue escrita y dirigida por Francis Annan. En mayo de 2017, Sam Neill fue elegido originalmente como Goldberg.
Tim Jenkin pasó algún tiempo en Adelaida, aconsejando a Radcliffe sobre el acento y otros aspectos de la reclusión. Aparece en la película como extra, interpretando a un prisionero junto a Radcliffe en la sala de visitas.
La película contiene dos piezas musicales del compositor austriaco Wolfgang Amadeus Mozart: el Dies Irae de su Misa de Réquiem en re menor y el Kyrie de su Misa en do menor.

## Estreno

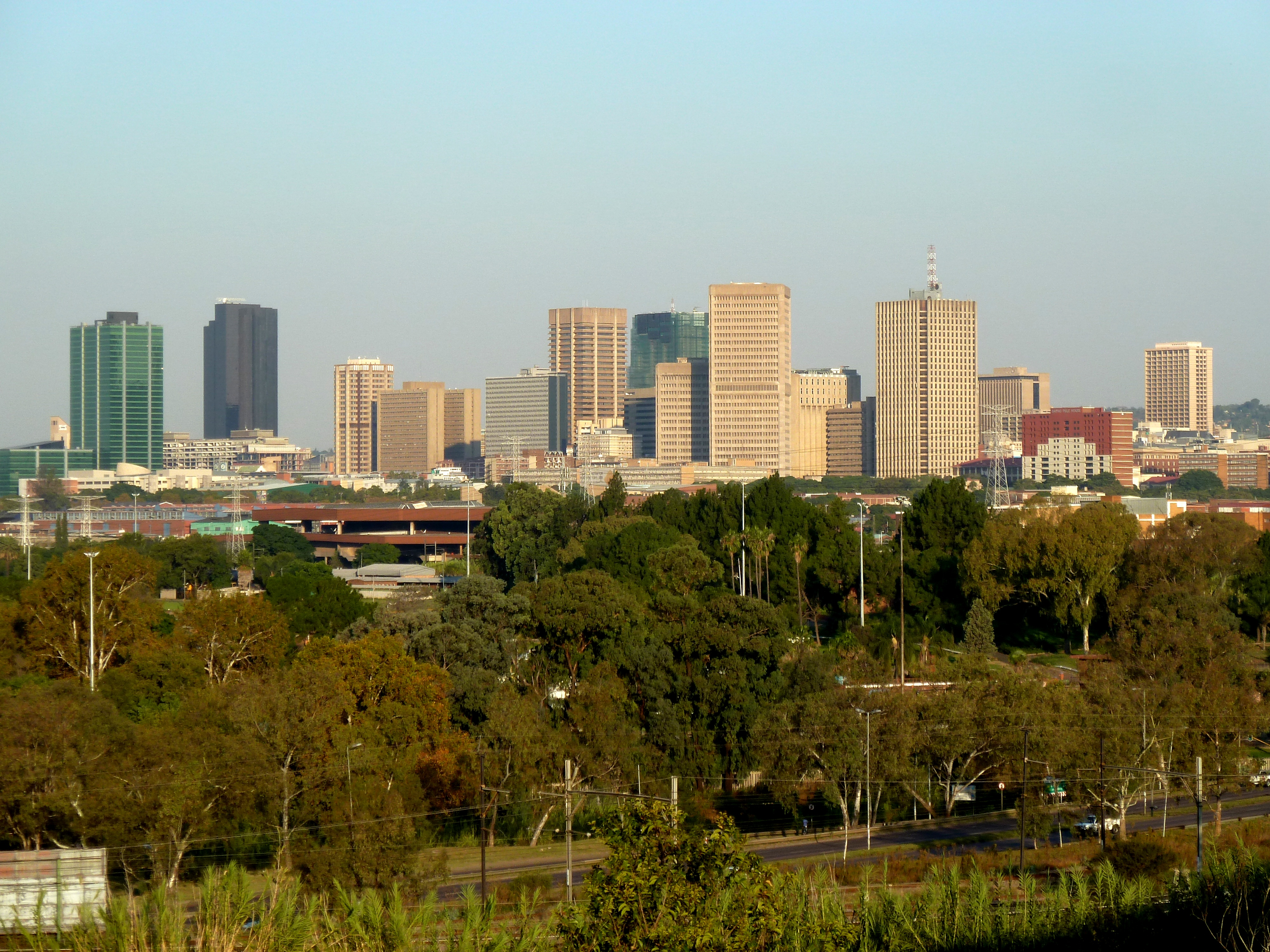
La fuga tuvo lugar en Pretoria.

Fuga de Pretoria fue estrenada en cines el 6 de marzo de 2020 en el Reino Unido, en los Estados Unidos y algunos otros países.
Fue lanzada para alquiler en las plataformas digitales ITunes, Sky Store, Amazon Prime Video y Virgin Media en la misma fecha. Estuvo disponible para comprar en DVD y Blu-ray a partir del 20 de abril de 2020.
La película se proyectó el 11 de julio de 2020 en cines selectos como parte del Festival de Cine de Adelaida, después de que los cines acabaran de reabrir a raíz de la pandemia de COVID-19 en Australia.

## Crítica
En el sitio web Rotten Tomatoes, la película tiene una calificación de aprobación del 73 % basada en 44 reseñas, con una calificación promedio de 6.4/10. El consenso de los críticos del sitio dice: «Fuga de Pretoria no hace justicia a la historia basada en hechos que está dramatizando, pero esa falta de profundidad se compensa con una acción de cárcel adecuadamente apasionante».
En Metacritic la película tiene una puntuación media ponderada de 56 sobre 100, basada en 7 críticas y lo que indica «críticas mixtas».